# Lichtenower Mühlenfließ
Das Lichtenower Mühlenfließ (auch Zinndorfer Mühlenfließ, Zinndorfer Fließ, oder Garzower Mühlenfließ) ist ein 22,78 Kilometer langer Bach in den brandenburgischen Landkreisen Märkisch-Oderland und Oder-Spree. Benannt ist das Fließ nach dem Dorf Lichtenow.
Der teils naturnahe, teils stark begradigte Bach entspringt im Naturschutzgebiet Ruhlsdorfer Bruch beziehungsweise im Ruhlsdorfer See. Er entwässert die Barnim-Hochfläche um Garzau-Garzin in den Elsensee, in dem er die Buckower Rinne (auch: Löcknitz-Stobber-Rinne) erreicht. Die Wasser des Elsensees, südwestlichstes Glied einer Seenkette, gelangen über den Baberowsee → Bauernsee → Liebenberger See in die Löcknitz und werden damit der Spree zugeführt. Obgleich dieses Fließ, formal gesehen, den oberen Teil des Einzugsgebietes der Löcknitz bildet, wurde und wird es nicht als Löcknitzoberlauf empfunden und bezeichnet. Es ist ein eigenständiges kleines Fließgewässer, von dessen Erosionsbasis (Elsensee) wiederum ein weiterer Abfluß ausgeht.
Amtlich wurden Zu- und Ablauf des Maxsees als Oberlauf der Löcknitz definiert, obwohl dieses Gewässer weniger wasserreich und bis zum Zusammenfluss kürzer ist als das Lichtenower Mühlenfließ.

## Charakteristik und Schutz

### Strukturdaten und Gewässergüte

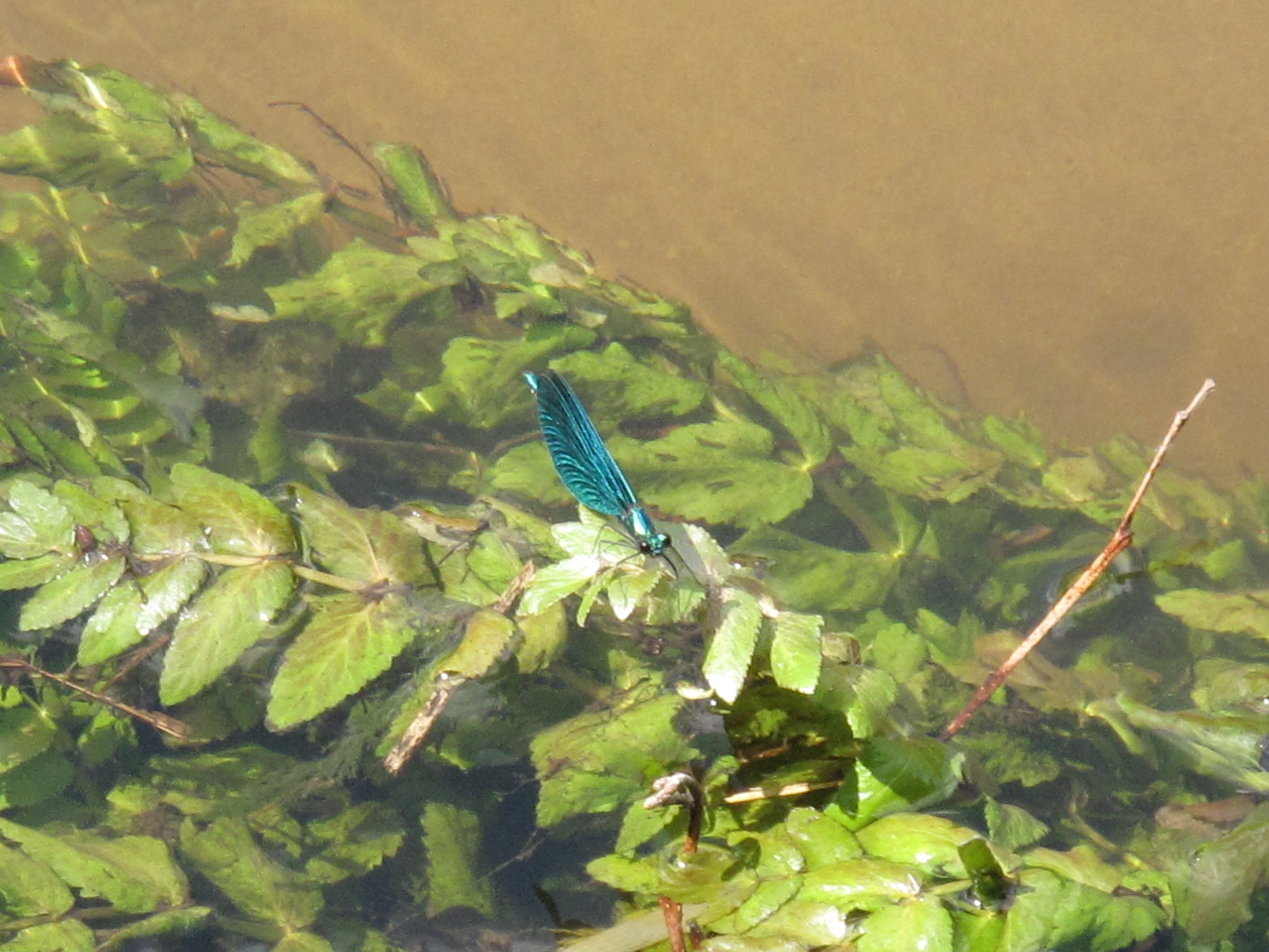
Männchen der laut Roter Liste Brandenburg stark gefährdeten
Blauflügel-Prachtlibelle im Fließ

Das Lichtenower Mühlenfließ wird teilweise als naturnahes Fließgewässer, teilweise als stark begradigter, mittelgroßer, sandig-schlammiger, unbeschatteter Bach mit geringer Fließgeschwindigkeit und geringer Strukturdiversität charakterisiert. Eine Belastung der Wasserbeschaffenheit sei nicht erkennbar, die Begleitfauna sei mäßig anspruchsvoll. Im Jahr 2007 wurden im Makrozoobenthos an neun Probestellen – darunter am Lichtenower Mühlenfließ – erstmals in Brandenburg beziehungsweise im gesamten norddeutschen Tiefland Larven einer Eintagsfliege, die wichtige Bioindikatoren für die Gewässergüte darstellt, aus der Gattung Baetis nachgewiesen. Die laut Roter Liste in vielen Teilen Deutschlands vom Aussterben bedrohte und in Gesamtdeutschland als gefährdet gelistete Baetis nexus Navás, 1918 (syn. B. pentaphlebodes Újhelyi, 1966) besiedelt alle Arten strömender Tieflandbäche, wobei diese Potamalart nach Angabe der Zoologen bereits aus dem westlichen Polen bekannt und somit aus zoogeographischen Gründen zu erwarten war. Das Fließ ist zudem Teil des Konzepts zur Sicherung von Gewässerrandflächen, einer 2011 vom Landesamt für Umwelt Brandenburg Brandenburg (MUGV) gestarteten Initiative zur Einschätzung des räumlichen Entwicklungspotentials von Gewässern mit Bedeutung für die Wasserrahmenrichtlinie aufgrund der Raumverfügbarkeit.

### Landschaftsschutzgebiet
Unter dem Namen Niederungssystem des Zinndorfer Mühlenfließes und seiner Vorfluter wurde der Bachteil des Landkreises Märkisch-Oderland, auf den der überwiegende Teil der Fließstrecke entfällt, am 14. November 2001 mit rund 1104 Hektar als Landschaftsschutzgebiet ausgewiesen.

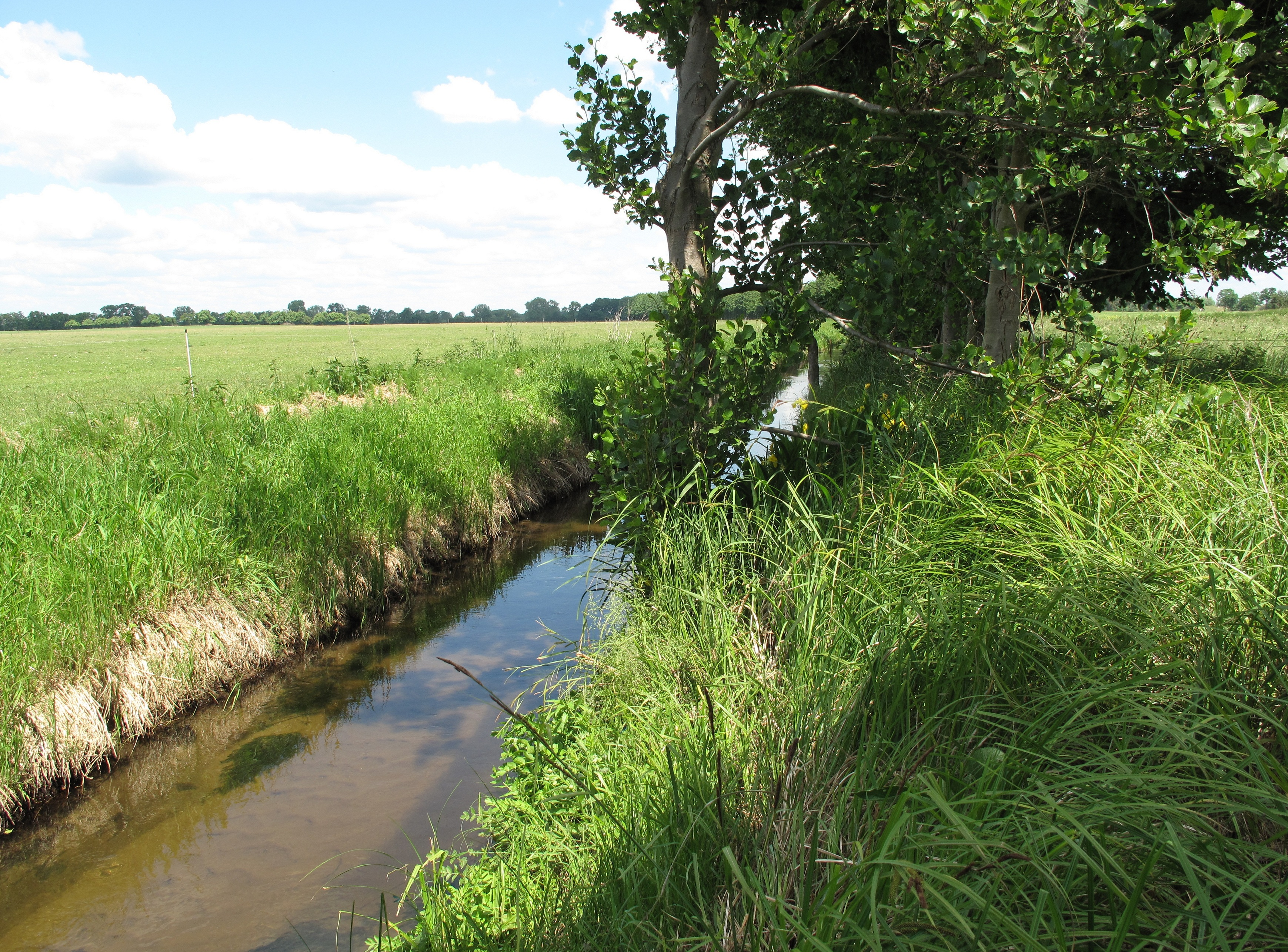
Gehölze und Wiesen im Offenland bei Lichtenow

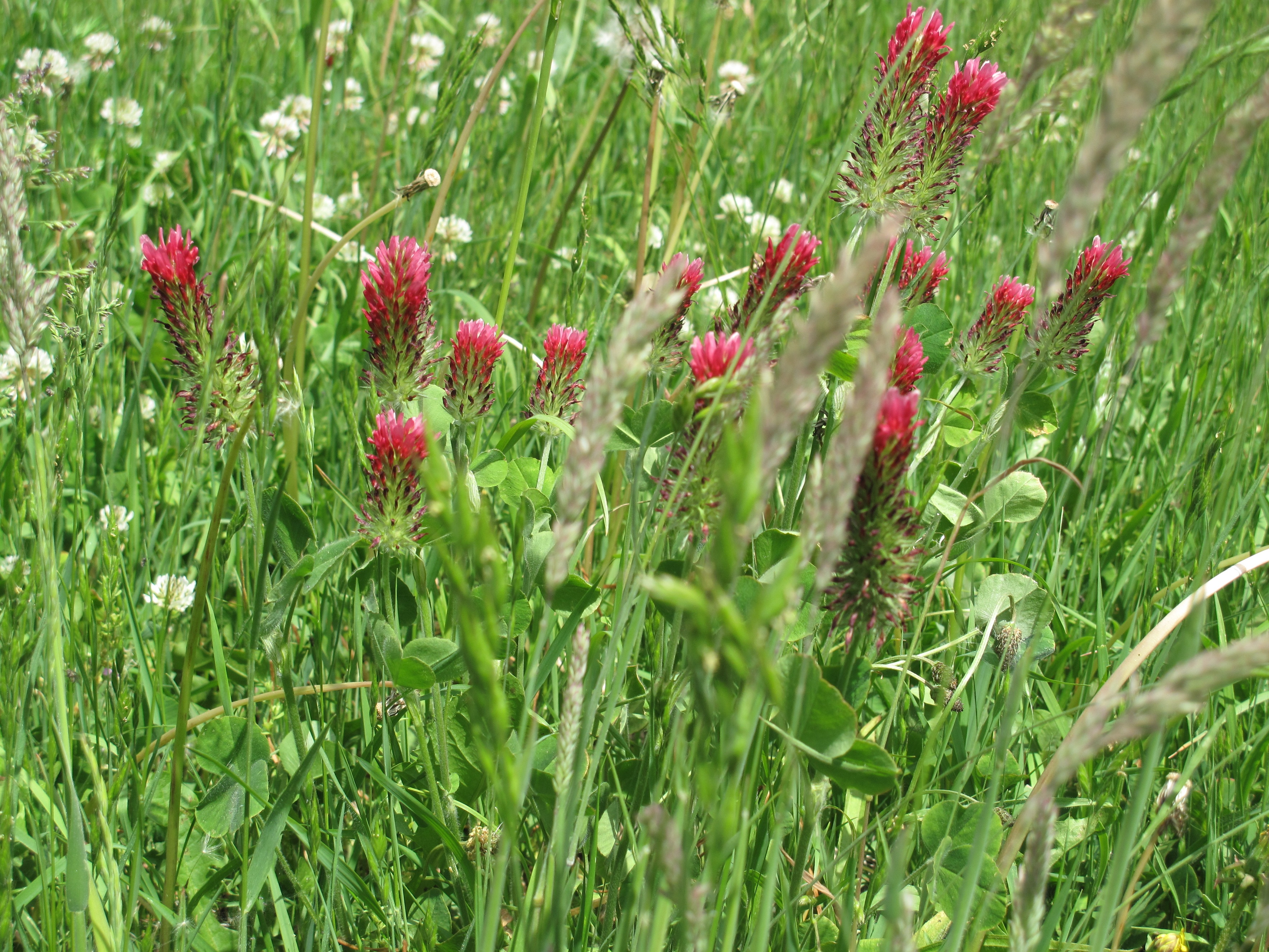
Inkarnat-Klee auf einer Wiese neben dem Fließ

In der Verordnung wird unter § 3, Absatz 1 und 2 unter Schutzzweck unter anderem angegeben:
- 1. den Erhalt, die Entwicklung bzw. die Wiederherstellung der Vielfalt, Eigenart und Schönheit der Landschaft im Gebiet der betroffenen Gemarkungen, insbesondere
  - - der glazialen Ablaufrinnen als für den Naturraum typische Landschaftselemente pleistozänen Ursprungs
  - - der natürlichen und der naturnahen Fließgewässer als für den Naturraum typische Landschaftsstrukturen und natürliche Faktoren der Landschaftsgenese
  - - der sonstigen landschaftsprägenden und landschaftsgliedernden Gehölzstrukturen (Kopfweidenbestände, Feldhecken, Feldgehölze, Baumreihen u. ä.)
- 2. den Erhalt, die Wiederherstellung und die Entwicklung der Leistungsfähigkeit des Naturhaushalts im betroffenen Gebiet, insbesondere durch
  - - den Erhalt, die Wiederherstellung und die Entwicklung des Verbunds der besonders wertvollen Biotopkomplexe der natürlichen und naturnahen Fließgewässer, Feuchtwiesen, seggen- und binsenreichen Nasswiesen, Quellbereiche, Röhrichte, Moore, Bruch-, Moor- und Auwälder und der Biotopkomplexe der verschiedenen sonstigen Wald- und Gehölzbestände unter Berücksichtigung der land- und forstwirtschaftlichen Nutzung
  - - den Erhalt, die Wiederherstellung und die Entwicklung der Vernetzung der Biotope der Niederungsgebiete mit den angrenzenden Biotopkomplexen
  - - den Erhalt, die Wiederherstellung und die Entwicklung von als Lebensraum für zahlreiche Pflanzen- und Tierarten wertvollen Kultur- und Halbkulturformationen
  - - den Erhalt, die Wiederherstellung und die Entwicklung eines natürlichen bzw. naturnahen Verlaufs der Fließgewässer einschließlich einer natürlichen bzw. naturnahen Tiefe der Fließgewässerbetten
  - - den Erhalt, die Wiederherstellung und die Entwicklung einer möglichst guten Wasserqualität in den Gewässern.[11]

## Verlauf
Die Fließlänge beträgt 22,797 Kilometer. Die Quellhöhe liegt bei mindestens 60,5 Metern (Höhe des Garziner Haussees, für den Ruhlsdorfer See liegen keine Angaben vor), die Mündungshöhe (Elsensee) bei 38,7 Metern. Insgesamt durchströmt das Gewässer die Gebiete von fünf brandenburgischen Städten oder Gemeinden.

### Quellgebiet NSG Ruhlsdorfer Bruch/Ruhlsdorfer See
Der Bach entspringt südlich des Dorfes Ruhlsdorf, einem Wohnplatz des Ortsteils Hohenstein der Stadt Strausberg im Landkreis Märkisch-Oderland, auf der Grundmoränenhochfläche des Barnim am Westrand der Märkischen Schweiz. Seinen Ausgangspunkt nimmt das Fließ im 168 Hektar umfassenden Naturschutzgebiet Ruhlsdorfer Bruch beziehungsweise im Ruhlsdorfer See, der einen Teil des Bruchs bildet. Die Auwälder des Schutzgebietes und der Bach sind Lebensraum für Adler und die laut Roter Liste in Brandenburg stark gefährdeten Fischotter. Die Wasservegetation dominieren Flutender Hahnenfuß und Wasserstern. Der Bach verlässt den See Richtung Südwesten und schlägt am Ausgang des Naturschutzgebietes eine südliche Richtung ein.

### Schmelzwasserrinne und Langer See

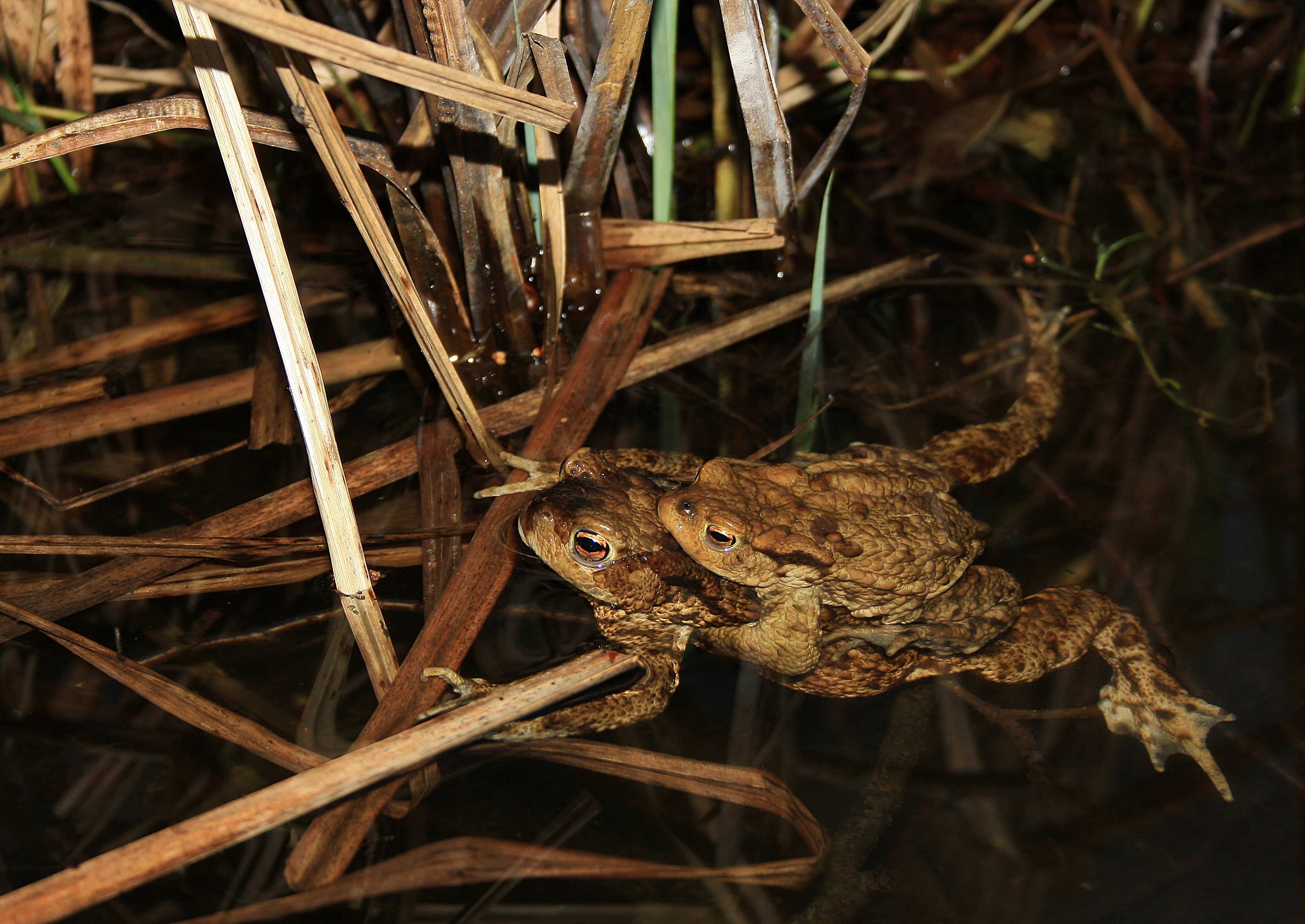
Erdkrötenpaar im Laichgewässer des Langen Sees, 2011

Das klare Wasser strömt weiter durch eine Schmelzwasser-Nebenrinne, die vom NSG bis zum Brandsee reicht und in der mehrere Seen aneinandergereiht sind. In Garzin erreicht der Bach den Steigsee, dann den Garziner Haussee und passiert am Südausgang des Ortes einige Meter westlich die denkmalgeschützte Dorfkirche. Wenig später fließt er durch den von Nordost nach Südwest gestreckten Langen See, das mit 34 Hektar größte Gewässer der glazialen Rinne. In dem Laichgewässer leben unter anderem nach der Bundesartenschutzverordnung (BArtSchV) besonders geschützte Erdkröten, die in der Roten Liste Brandenburg allerdings lediglich als gefährdet eingestuft sind. Der See befindet sich direkt am Europaradweg R1. Durch einen kleinen Bruch wendet sich das Fließ nach Westen und nimmt im Schlosspark Garzau den Abfluss des einen Hektar umfassenden Brandsees auf. Den Landschaftspark ließ Graf Friedrich Wilhelm Carl von Schmettau ab 1780 anlegen.
Am Ausgang der Schmelzwasserrinne schlägt der Bach einen Halbkreis um einen kleinen Wald und wendet sich nach Süden (leicht Südwest). Diese Fließrichtung hält er bis zu seiner Mündung bei. Mit der Alten Heerstraße in Garzau passiert er die erste Straße in seinem Lauf. An der Alten Mühle Garzau nimmt er den Abfluss eines nordwestlich gelegenen und naturgeschützten Sumpfgebietes auf und überquert anschließend die Grenze zu Rehfelde. Den Bahnhof Rehfelde lässt er westlich liegen und unterquert die Trasse der Preußischen Ostbahn. Vorbei am Rehfelder Ortsteil Werder strömt der Bach durch offenes Gelände und nimmt bei Zinndorf in einem von Gräben durchzogenen Feuchtgebiet zwei weitere kurze Fließe auf. In Lichtenow, Teil der Gemeinde Rüdersdorf, gelangt er in sein namensgebendes Dorf: (Dorf zur) leuchtenden, hellen, wohl sonnenbeschienen Aue, aus mittelniederdeutsch Licht = leuchtend, hell. Durch weiterhin offenes Gelände fließt er leicht nach Südwest und unterquert die hier vereinten Bundesstraßen 1 und 5.

### Mündung Seenkette und Beitrag zur Löcknitz

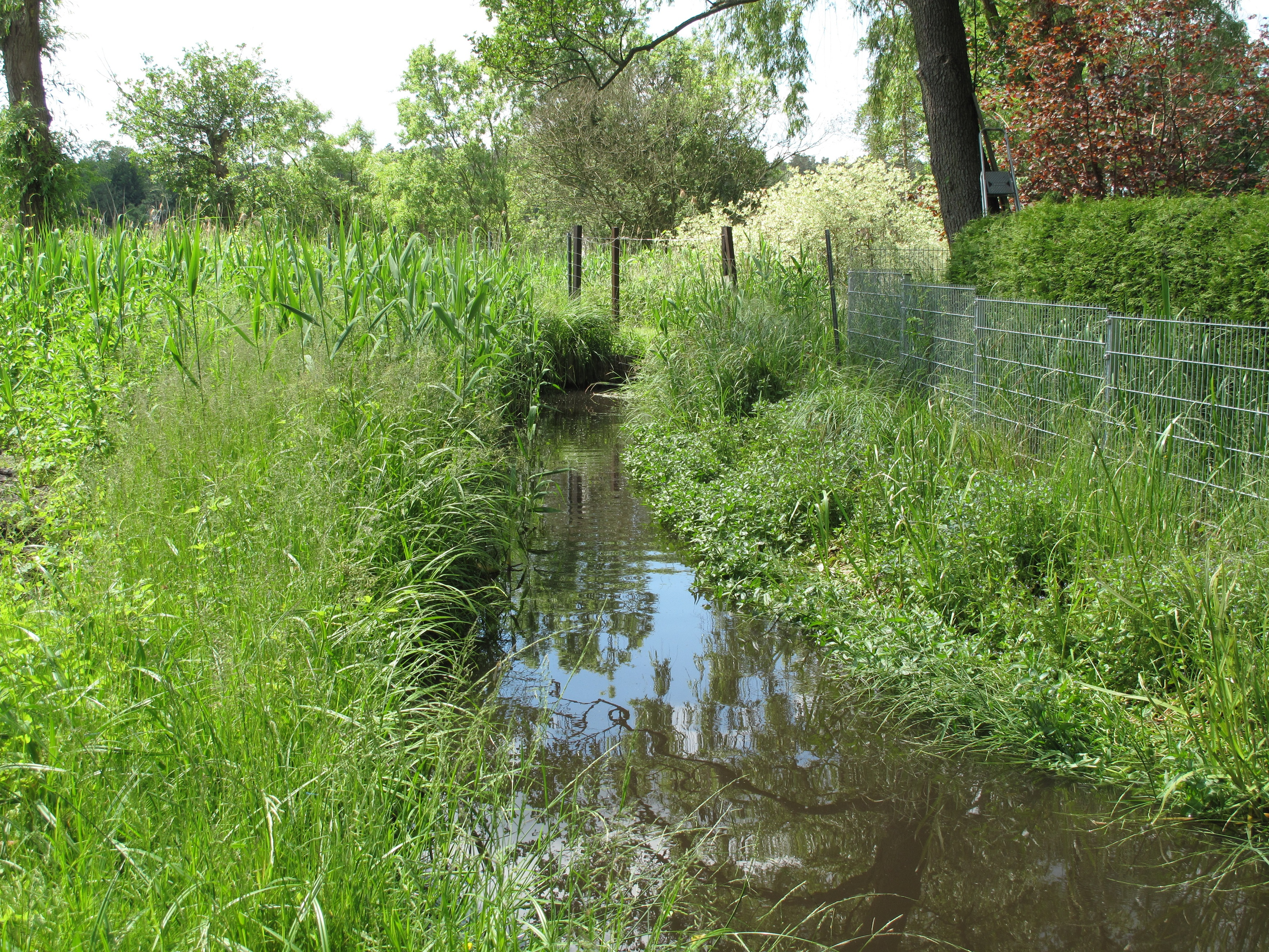
Der Bach kurz vor der Mündung in den Elsensee

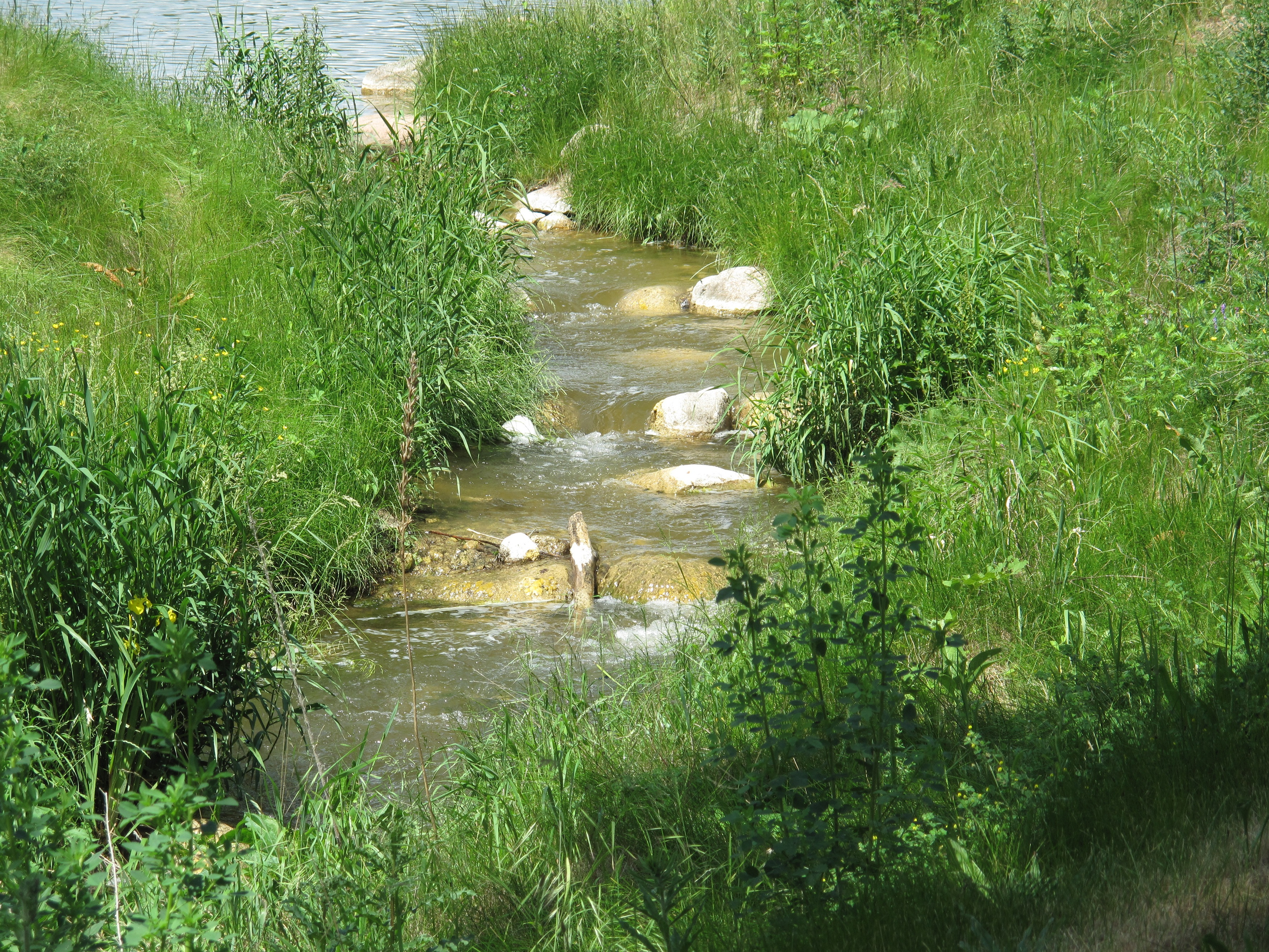
Abfluss des Liebenberger Sees mit Fischtreppe – Fortsetzung des Lichtenower Mühlenfließes?

Jenseits dieser Chausseestraße verlässt er am Saum eines Waldgebietes den Landkreis Märkisch-Oderland und gelangt auf die Gemarkung Kagels, Ortsteil der Gemeinde Grünheide im Landkreis Oder-Spree. An der Jugendbildungs- und Erholungsstätte Kagel des Berliner Bezirksamts Mitte schwenkt er nach Osten und mündet nach kurzem parallelen Lauf zu dessen Nordküste in den Elsensee.
Zwar findet das Lichtenower Mühlenfließ hier sein Ende (siehe einleitend oben), allerdings fließen die Wasser über die miteinander verbundene Seenkette vom Elsensee über den Baberowsee und Bauernsee weiter zum Liebenberger See, dessen kurzer Abfluss zur Löcknitz auch amtsseitig oft als Mühlenfließ und gelegentlich als Lichtenower Mühlenfließ aufgefasst wird. So bezeichnet das Landesamt für Umwelt, Gesundheit und Verbraucherschutz (LUGV) in der Auflistung Pegel Oberflächengewässer im Betrieb des LUGV von 2012 den Pegel des Liebenberger Seeabflusses am Bundesleistungszentrum Kienbaum des Deutschen Olympischen Sportbundes (DOSB) als Auslauf Liebenberger See/Lichtenower Mfl. Die Heimatstube Grünheide vermerkt in einer Ausstellung zur Ortsgeschichte im Mai 2012 auf einer Schautafel zur Löcknitz und ihren Zuflüssen (hier wird das Lichtenower als Zinndorfer Fließ bezeichnet):
Eva Driescher, Geographin am Leibniz-Institut für Gewässerökologie und Binnenfischerei, nennt zwar den Elsensee als Erosionsbasis des Baches (siehe einleitend oben), zählt den Liebenberger Seeabfluss an anderer Stelle jedoch gleichfalls zu den drei „Quell“-Flüssen der Löcknitz. Den Namen Löcknitz nimmt dieser Fluss kurz oberhalb des Zuflusses aus dem Liebenberger See bei der Vereinigung des Stobberbachs mit dem Maxsee-Abfluss (einem weiteren Mühlenfließ) an. Nach Driescher ergaben hydrologische Messungen im Jahresmittel 1979 bis 1994 folgende Beiträge der drei Löcknitz-„Quellen“ am Abfluss der Löcknitz bei Kienbaum (MQ):
- Mühlenfließ, Abfluss des Maxsees, Pegel Neue Mühle: 0,15 m³/s
- Stobberbach, Pegel Heidekrug: 0,17 m³/s
- Mühlenfließ, Pegel Abfluss Liebenberger See: 0,17 m³/s.[21]

Inwieweit die Abflussmenge des Liebenberger Sees dem Zufluss des Elsensees entspricht, ist nicht bekannt. Die Seenkette hat zwar keine weiteren nennenswerten Zuflüsse, aber möglicherweise Grundwassereinspeisungen.